# 目時重男
目時 重男（めどき しげお 1926年3月23日 - 1961年3月9日）は、日本中央競馬会の騎手。

## 人物
青森県出身。
1942年に茂木為二郎厩舎に弟子入りし、戦後の1946年に騎手免許を取得。1946年10月17日に東京競馬場のアラブ戦で初騎乗し、1947年7月20日に札幌競馬場で初勝利を挙げた。
体重の関係で主に障害競走に騎乗し、名手として知られた。中山大障害を通算3勝したほか、京都大障害でも1勝を挙げている。生活のために騎乗数が少なくても手当のいい障害競走を選ぶしかなかったという。
1960年7月3日、第4回中山競馬2日目第5競走のサラブレッド系障害戦でハナフブキに騎乗したが、1周目の第2障害（土塁）飛越の際に落馬、頭部を強打して意識不明となった。
直ちに東大病院に入院して精密検査を受けたところ、脳挫傷に脳内出血を発症しており、その日から酸素吸入とパイプ食事が始まるなど重篤な状態が続いたが、やがて医師からの呼びかけにわずかながら反応するなどの回復も示した。
しかし、意識は回復することなく、落馬から8か月後の1961年3月9日に、肺炎等の合併症を発症して死去した。3月13日に東京競馬場で告別式が行われている。
通算157勝（うち重賞4勝）。

## おもな騎乗馬
- ケニイモア（1958年中山大障害・春、秋）
- ハクレイ（1956年中山大障害・秋）
- モナコオー（1954年京都大障害・春）